# Strongylosoma vellutatum
Strongylosoma vellutatum är en mångfotingart som beskrevs av Filippo Silvestri 1895. Strongylosoma vellutatum ingår i släktet Strongylosoma och familjen orangeridubbelfotingar. Inga underarter finns listade i Catalogue of Life.